# 明道加斯·皮耶柴提斯
明道加斯·皮耶柴提斯（1969年—）是立陶宛作曲家及指揮家，其代表作為《貓咪協奏曲》。

## 傳記
1969年生於維爾紐斯，1987年畢業於M. K. Ciurlionis藝術學院。

## 貓咪協奏曲

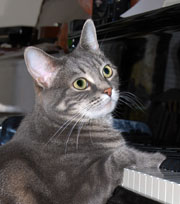
虎斑貓諾拉

《貓咪協奏曲》（英語：CATcerto），是皮耶柴提斯的協奏曲作品，作品的命名是從Concerto變成CATcerto而來的，創作靈感是來自於，喜歡彈鋼琴的虎斑貓諾拉，諾拉彈鋼琴的模樣被錄成影片，透過剪輯後，再將旋律改編曲成協奏曲。2009年6月5日，由克萊佩達室內管弦樂團首演，諾拉彈鋼琴的影片以投影片呈現，與樂團演奏，首演影片在YouTube有4百萬人次的點閱率。2013年1月3日，由貝爾格勒愛樂管弦樂團重新演繹。

## 外部連結
- CATcerto. ORIGINAL PERFORMANCE. Mindaugas Piecaitis, Nora The Piano Cat （页面存档备份，存于）